# Kurthi Jafarpur
Kurthi Jafarpur é uma vila no distrito de Mau, no estado indiano de Uttar Pradesh.

## Demografia
Segundo o censo de 2001, Kurthi Jafarpur tinha uma população de 11,943 habitantes. Os indivíduos do sexo masculino constituem 51% da população e os do sexo feminino 49%. Kurthi Jafarpur tem uma taxa de literacia de 56%, inferior à média nacional de 59.5%: a literacia no sexo masculino é de 64% e no sexo feminino é de 49%. Em Kurthi Jafarpur, 23% da população está abaixo dos 6 anos de idade.